# 樂陞科技
樂陞科技（XPEC Entertainment），成立於2000年，是一個總部設在台灣的游戏开发者和游戏发行商。2011年8月3日，樂陞科技正式在櫃買中心掛牌上櫃。2017年10月19日，樂陞科技下櫃。台北地檢署指出，董事長許金龍透過一層層「吃貨」、「拉抬」、「出貨」，演出坑殺散戶的三部曲，最後靠假公開收購案，賣股套利，不法獲利高達新台幣四十億元以上，依照有期徒刑最高刑度，求刑30年。傳出樂陞前獨立董事陳文茜、李永萍、尹啟銘等亦涉案，而後檢察官認為三人罪嫌不足，予以不起訴處分。一審，許金龍被判刑18年、併科罰金1億元。

## 年表
2014年9月29日，「百尺竿頭數位娛樂」以英屬維京群島商公司的名義來台灣向經濟部商業司註冊一個僑外資公司，資本額為新台幣5,000萬元。
2015年1月30日，樂陞科技宣布，將以新台幣1.39億元收購老牌蛋糕業者一之鄉，未來將導入行動電子商務，並與遊戲橘子合作進軍中國大陸電子商務市場。
2016年4月24日，樂陞科技宣布，子公司一之鄉將以1.3億元收購連鎖咖啡品牌怡客咖啡91.59%股份。
2016年5月30日，百尺竿頭負責人原本是真好玩數位娛樂投資人黃文鴻，突然變更為樫埜由昭。
2016年5月31日，百尺竿頭負責人樫埜由昭宣布以每股新台幣128元公開收購3.8萬張樂陞股票（發行股數的25.71%）。
2016年7月25日，投審會通過。
2016年8月22日，百尺竿頭公告稱因行政作業延誤，交割款新台幣48.64億元延到8月底才能匯入。
2016年8月30日，樂陞科技召開臨時股東會的當天傍晚，百尺竿頭故意違約宣布放棄收購。百尺竿頭此舉讓主管機關形容是惡意行為，並將追究其民事、刑事責任。
2016年9月7日，台北地檢署當庭將樂陞科技董事長許金龍改列違反《證券交易法》等案的被告，訊後諭令限制出境、出海。
2016年9月19日, 金管會以未善盡專業職責與注意裁罰中信證券停止相關業務三個月，中國信託商業銀行三百萬元罰鍰及停止辦理公開收購相關的信託業務三個月。
2016年9月23日,台北地檢署發動130名調查官兵分33路，搜索樂陞、百尺竿頭、中信銀行、中信證券、康和證券等處，並約談樂陞董事長許金龍、前獨立董事陳文茜、現任獨董尹啟銘、李永萍、百尺竿頭前負責人黃文鴻，及被外界點名的大金主賈文中等50名相關人，尹啟銘因人在國外，檢調將擇日約談。陳文茜與李永萍被移送北檢複訊後請回。
2016年9月24日,台北地檢署依涉犯證交法的詐欺、背信重罪，有串滅證、逃亡之虞向法院聲押禁見樂陞董座許金龍，晚間8時許法官裁定1,000萬元交保，並限制住居，每星期一、三、五定期向轄區派出所報到。法官認為許金龍主動返國處理此案，並自行到案說明，加上許未在國外置產或持有他國護照，且無親戚在國外，因此無羈押必要。台北地檢署不服，向高院提起抗告。
2016年9月25日，台北地檢署抗告成功，高院發回更裁。台北地方法院重開羈押庭，26日凌晨法官裁定許金龍2,000萬元交保，並限制住居，每星期一、三、五定期向轄區派出所報到。台北地檢署不服，二度向高院提起抗告。
2016年9月27日,台北地檢署抗告成功，高院二度發回更裁。台北地方法院重開羈押庭，28日凌晨法官裁定許金龍2,000萬元交保，並限制住居，每星期一、三、五定期向轄區派出所報到。台北地檢署不服，三度向高院提起抗告。
2016年9月29日，台北地檢署抗告成功，高院三度發回更裁。台北地方法院重開羈押庭，30日凌晨法官裁定許金龍羈押禁見。許金龍不服，向高院提起抗告。
2016年9月30日，原定於今日處分子公司Tiny Piece款項將入帳，公司卻於公開說明時表示款項將延遲至10月31入帳。此為繼6月30日後第二次延遲。
2016年10月2日，違約交割的百尺竿頭公司在沉寂多時，今日發出聲明表示願意與投保中心進行和解協商。
2016年10月5日，高院駁回許金龍的抗告，確定羈押禁見2個月。
2016年11月28日，台北地方法院裁定許金龍延長羈押禁見2個月。
2017年1月24日，台北地檢署偵結並起訴許金龍等十人。許金龍遭求刑30年，另樫埜由昭等已離境三人被發布通緝。
2017年8月30日，樂陞科技公告於2017年9月1日自目前舊址搬遷至新北市新店區北新路三段225號7樓，9月4日新辦公地點正式營運。
2017年8月31日，證券投資人保護中心對樂陞案提出民事求償，向台北地方法院對樂陞科技的前董事長許金龍、董事和獨董合計求償近新台幣四十億元。
2017年9月8日，櫃買中心公告，樂陞公司因出席股東不足再次流會，導致公司獨立董事補選未能逾期內完成，故依業務規定自10月19日起終止樂陞有價證券櫃檯買賣。
2017年9月13日，樂陞科技公告董事會決議將於2017年11月29日召開106年第3次股東常會相關事宜。
2017年10月19日，樂陞科技下櫃。
2017年第3次股東常會股東會股東得以電子方式行使表決權，行使期間自民國2017年10月30日至2017年11月26日止。 
2017年11月29日，樂陞科技第3次股東常會宣布流會，出席率49.4%。持有關鍵1%的股東雖然已到場，在緊要關頭卻以「未受到足夠的重視，對召開流程有意見」為由拒絕報到。 
2018年2月2日，台北地院經1年密集審理，認定許金龍犯行明確，依證券詐欺等罪判處許18年徒刑，併科罰金1億元。全案仍可上訴。
2018年11月底,   二審判處有期徒刑12年。高等法院合議庭准以2億元交保，但許金龍籌不出保金。案件上訴第三審，最高法院審理時，許金龍再度聲請具保停押，受理的高等法院合議庭在本月初再度裁定2億元交保。
2020年9月29日，許金龍保釋金現金具保部分降為新台幣2,500萬，其他部分以人保代替，完成交保程序。

## 開發遊戲
| 年份 | 項目                       | 系統                                                   | 發行商                                       |
| ---- | -------------------------- | ------------------------------------------------------ | -------------------------------------------- |
| 2002 | 和平的曙光-光榮世紀        | Microsoft Windows                                      | XPEC Entertainment                           |
| 2003 | Black Stone: Magic & Steel | Xbox                                                   | Xicat Interactive Idea Factory               |
|      | 創世之光-伊凡那            | Microsoft Windows                                      | XPEC Entertainment                           |
| 2004 | 鬼疫                       | Microsoft Windows Xbox                                 | XPEC Entertainment Frogster Interactive      |
| 2005 | 聖魔戰記：編年史           | PlayStation 2                                          | Idea Factory                                 |
| 2005 | Hello Kitty: Roller Rescue | Microsoft Windows Nintendo GameCube PlayStation 2 Xbox | XPEC Entertainment Empire Interactive 南夢宮 |
| 2006 | 聖魔戰記3：無罪的狂熱      | Xbox 360                                               | Idea Factory                                 |
| 2006 | Bounty Hounds              | PlayStation Portable                                   | 南夢宮                                       |
| 2008 | 功夫熊貓                   | PlayStation 2 Wii                                      | 美国动视                                     |
| 2008 | 哈迪男孩：隱藏的盜竊       | Microsoft Windows Wii                                  | DreamCatcher Games                           |
| 2010 | 史瑞克：快樂4神仙          | Microsoft Windows PlayStation 3 Xbox 360 Wii           | 美国动视                                     |
| 2016 | 喵境物語MazeMyth           | Microsoft Windows                                      | 樂陞科技                                     |
| 2016 | 噢！我好神 VR              | PlayStation VR                                         | 樂陞科技                                     |
| 2017 | 真·三國無雙·斬             | iOS Android                                            | NEXON                                        |
| 2018 | Final Fantasy XV 口袋版    | iOS Android PlayStation 4 Xbox One Nintendo Switch     | Square Enix                                  |

## 遊戲出版
| 年份 | 項目                       | 系統                                 | 開發者             |
| ---- | -------------------------- | ------------------------------------ | ------------------ |
| 2004 | Daemon Vector              | Xbox                                 | XPEC Entertainment |
| 2005 | Hello Kitty: Roller Rescue | Microsoft Windows PlayStation 2 Xbox | XPEC Entertainment |
| 2016 | Final Fantasy XV           | PlayStation 4 Xbox One               | Square Enix        |

## 遊戲發布
| 年份 | 項目                          | 系統                                                               | 開發者                         | 發行商   |
| ---- | ----------------------------- | ------------------------------------------------------------------ | ------------------------------ | -------- |
| 2011 | Skylanders: Spyro's Adventure | Mac OS X Microsoft Windows Nintendo 3DS PlayStation 3 Wii Xbox 360 | Toys For Bob Vicarious Visions | 美国动视 |

## 外部連結
- 官方网站
- Company summary （页面存档备份，存于） from MobyGames
- Company summary （页面存档备份，存于） from GameSpot
- Company summary from IGN
- XPEC的Facebook專頁
- YouTube上的XPECTW頻道
- 財團法人證券投資人及期貨交易人保護中心 （页面存档备份，存于）